# ۱۱۲۰ (میلادی)
۱۱۲۰ (میلادی) هزارو صد و بیستمین سال تقویم میلادی است.

## درگذشتگان
‎